# Kafr Halab
Kafr Halab (arab. كفر حلب) – miasto w Syrii, w muhafazie Aleppo. W 2004 roku liczyło 4136 mieszkańców.